# John Stanley Gardiner
Pour les articles homonymes, voir Gardiner.
John Stanley Gardiner est un zoologiste et un océanographe britannique, né le 24 janvier 1872 et mort le 28 février 1946.

## Biographie
Il est professeur de zoologie et d’anatomie comparée à Cambridge de 1909 à 1937. Il devient membre de la Royal Society en 1908 ; il reçoit la Médaille Darwin en 1944 et la Médaille linnéenne en 1936.

## Orientation bibliographique
- Clive Forster-Cooper (1947). John Stanley Gardiner (1872-1946), Obituary Notices of Fellows of the Royal Society, 5 (15) : 541-543.  (ISSN 1479-571X)